# Hōjōki
Hōjōki (方丈記) (lett. Ricordi di un jō quadrato; Ricordi della mia capanna o Ricordi di un eremo), opera di Kamo no Chōmei, scritta nel 1212.

## Trama
L'opera è basata sul Chiteiki di Yoshishige no Yasutane, scritto in cinese nel 982. Chōmei amplia il testo originale riportando delle osservazioni supplementari tratte dalla propria esperienza personale. Inizia con il descrivere la desolazione e le rovine della capitale, quindi tratta della crudeltà del cielo, della terra e del cuore umano, per poi esaltare le gioie della vita in solitudine, sfociando in un dubbio finale. A sessant'anni compiuti, avendo cantato le lodi della vita eremitica di sua scelta (ormai da cinque anni), non legata ad alcun luogo o tempo, l'autore invita il lettore a trascendere non solo la vita mondana, ma l'eremitaggio stesso. 
Lo Hōjōki non risulta una trasposizione del Chiteiki, anche se ne mantiene intatta la struttura, la semplicità dello stile ed il sapore. Lo Hōjōki è più accurato nella descrizione delle immense rovine, dei terremoti e delle epidemie, e registra in modo più realistico del Chiteiki le desolanti scene delle strade di Kyōto. Tutto ciò evidenzia la diversità della cultura aristocratica al massimo del suo splendore e nel momento della decadenza. Inoltre, nello Hōjōki, il sentimento religioso fa da sfondo alle gioie della vita solitaria, portando l'autore a porre in dubbio il valore della vita eremitica, per quanto abbia già stabilito la sua superiorità rispetto alla vita di certezze mondane.  Oltre qualsiasi gioia, ma anche oltre il sentimento religioso, di fronte al prospetto sereno di una morte imminente, emerge un invito sottile all'approfondimento della consapevolezza della natura umana.
Il tenore generale dell'opera affiora già nei primi versi, emblematici della riflessione sulla "impermanenza" (無常mujou) delle cose, ossia sul loro dipendere essenzialmente dall'intelletto (本心honshin), rispetto al quale ogni cosa rimane trasparente, o "vuota" (空kuu) di opacità/ostacoli, e quindi aperta al dubbio radicale/filosofico.  Questi i versi iniziali dello Hōjōki:
Dunque l'uomo emerge come riflusso d'acqua che sussiste solo un momento, oppure come in un breve sogno, "abitando" nella spuma effimera di un ristagno.